# Véhicule (optique)
Pour les articles homonymes, voir Véhicule.
Un véhicule est un système optique intermédiaire permettant de translater l'image sans transformation pour de diverses raisons :
- Dans un endoscope, c'est une fibre optique qui est le véhicule ;
- Pour la retourner durant la translation dans une longue-vue par un système de deux lentilles convergentes[1] achromatiques. Cela induit   induit un allongement important de la lunette (de l'ordre de 4 fois la distance focale du véhicule) mais agrandit l'image donnée par l'objectif[2].